# Shahan
Shahan eller Shāhān (Regina eller "drottning"), död 1254, var gift med kalif al-Mustansir I (regent 1226-1242).
Hon var en bysantinsk slav som tillhörde Khata Khatun, dotter till militärbefälhavaren Sunqur al-Nasiri och hustru till befälhavaren Jamal al-Din Baklak al-Nasiri. Shāhān utbildades och tränades av Khata Khatun och gavs, som en del av en grupp slavar, till kalifen al-Mustansir I som gåva inför hans tronbestigning 1226. Hon blev den enda som valdes ut att bli hans konkubin. 
Hon beskrivs som hans favorit och inflytelserika gunstling och det sades att hon uppnådde en nivå av intimitet ingen annan kunde uppnå. Hon omtalades för de många privilegier kalifen gav henne. Hon hade ett eget hov med stor personal, inklusive en skatteagent, tjänstemän och tjänstemän. Hon åtnjöt hög auktoritet och prestige, då det sades att "hennes auktoritet inom alla frågor ifrågasattes inte".  
Efter al-Mustansir I:s död 1242 återvände hon till Khata Khatun i Banafshā-palatset, uppkallat efter konkubinen Banafsha (död 1201).